# Royan Challenger
Il Royan Challenger è stato un torneo professionistico di tennis giocato su campi in terra rossa. Faceva parte dell'ATP Challenger Series. Si giocava annualmente a Royan in Francia.

## Albo d'oro

### Singolare
| Anno | Campione          | Finalista        | Punteggio          |
| ---- | ----------------- | ---------------- | ------------------ |
| 1979 | Bernard Fritz     | Birger Andersson | 6–4, 6–4, 7–5      |
| 1980 | Christophe Casa   | Dominique Bedel  | 6–7, 6–4, 6–1, 6–0 |
| 1981 | Jaroslav Navrátil | Jan Gunnarsson   | 6–1, 6–4, 6–3      |

### Doppio
| Anno | Campioni                   | Finalisti                      | Punteggio |
| ---- | -------------------------- | ------------------------------ | --------- |
| 1979 | Bob Carmichael Victor Eke  | Ulf Eriksson Per Hjertquist    | 7–5, 6–2  |
| 1980 | Dave Siegler Robbie Venter | Jan Gunnarsson Stefan Svensson | 6–4, 6–4  |
| 1981 | Cliff Letcher Warren Maher | Anders Järryd Stefan Simonsson | 7–5, 7–5  |